# 穆罕默德·贾拉利
穆罕默德·加齐·贾拉利（阿拉伯语：محمد غازي الجلالي，1969年3月22日—）是叙利亚土木工程师和政治人物，他于1994年获得大马士革大学土木工程研究生文凭。他还于1997年获得土木工程理学硕士学位，并于2000年获得艾因夏姆斯大学工程经济学博士学位。 他于2014年8月27日至2016年7月3日期間担任敘利亞通信和信息技术部长。2024年9月14日出任敘利亞总理。 2024年12月8日，由于阿萨德政权在反对派攻势下瓦解，他短暂担任叙利亚过渡政府总理，直到次日由叙利亚救國政府总理穆罕默德·巴希爾接任。